# 高登榜 (1914年)
高登榜（1914年12月4日—1997年7月28日），又名高玉成，男，陕西延川人，中华人民共和国政治人物，中共中央办公厅副主任，第六、七届全国人大常委会委员。

## 生平
高登榜是陕西省延川县高家屯乡高家屯村人。1932年参加革命工作，同年11月加入中国共产党。历任中共延川县委秘书，西北工委技术处党支部书记，中央国民经济部、陕甘宁边区政府建设厅科长，油矿特派员（支部书记）。1938年10月，奉派到新疆工作，历任喀什税务局、财政局副局长，沙雅县税务局局长。1942年11月，遭军阀盛世才软禁，1943年2月入狱，在狱中组织狱友先后三次绝食。1946年6月，经中共中央营救出狱，返回延安。第二次国共内战时期，历任中共中央西北局财务副秘书长兼运输大队队长，西北军区后勤运输部长、党委书记，陕甘宁边区政府交通厅副厅长。中华人民共和国成立后，历任西北军政委员会交通部副部长，西北铁路干线工程局副局长、副政委，中华人民共和国铁道部办公室主任、设计总局局长，国务院机关事务管理局局长，国务院副秘书长，中央国家机关党委书记处书记，中国科学院副秘书长，人民大会堂管理局局长兼中共中央直属机关事务管理局局长，全国人大常委会副秘书长，中共中央办公厅副主任，全国人大华侨委员会副主任、主任。他是中共十二大代表，第五届全国政协委员，第六、七届全国人大常委会委员。
在中共中央办公厅副主任的任内，1981年宋庆龄病逝，中央成立了执行宋庆龄同志遗嘱的临时小组，由高登榜、汪志敏、李家炽、杜述周、沈粹缜、童小鹏、廖承志、邓颖超八人组成，由高登榜召集会议。该临时小组对执行宋庆龄同志遗嘱作出了原则决定。
1997年7月28日，高登榜在北京病逝，享年83岁。